# Армия Махди
«Армия Махди» (араб. جيش المهدي‎, Jaysh al-Mahdi) — шиитская милиция, созданная иракским радикальным шиитским лидером Муктадой ас-Садром в июне 2003 года. 
Международную известность группировка повстанцев «Армия Махди» получила 4 апреля 2004 года, когда она возглавила первое крупное организованное вооружённое выступление против союзных оккупационных сил в Ираке. Восстание шиитов длилось до июня 2004 года. После двухмесячного перемирия восстание возобновилось в августе и продолжалось как минимум месяц.

## Происхождение названия
У шиитов Махди — это мессия, спаситель, «скрытый» имам, который появится перед «концом света» и восстановит на земле справедливость.

## Создание
Вначале «Армия Махди» представляла собой немногочисленную группу примерно из 500 студентов исламской семинарии в багдадском районе Садр-Сити (ранее известном как Саддам-Сити). После разгрома саддамовских силовых структур и захвата Багдада американцами 9 апреля 2003 им пришлось взять на себя обеспечение безопасности сначала своего родного района, а затем и ряда южноиракских населённых пунктов. Они обеспечивали раздачу населению гуманитарной помощи и охраняли бедные шиитские кварталы от грабителей и мародёров. Лидером этой группы с самого её основания и по сей день является молодой шиитский деятель Муктада ас-Садр.
Постепенно численность отрядов выросла до десяти тысяч бойцов, и в настоящее время в некоторых районах Ирака «Армия Махди» представляет собой своего рода «теневую власть». Несмотря на резко антиамериканский характер проповедей Муктады ас-Садра, вначале он не допускал нападений контролируемых им вооружённых отрядов на коалиционные силы и отказывался присоединяться к нападениям, которые совершали суннитские боевики.

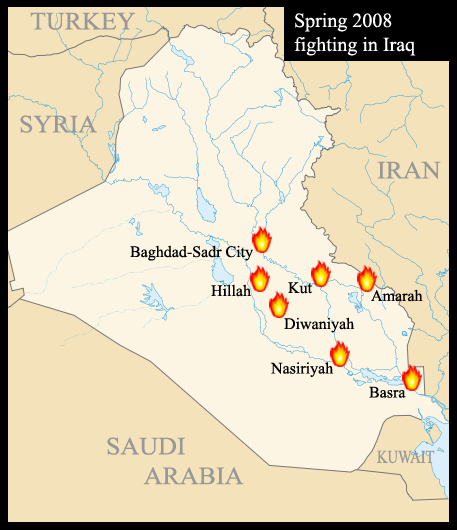
Сражения Армии Махди

## Первое восстание

### Восстание начинается
Позиция ас-Садра, однако, резко изменилась к началу апреля 2004 года. После закрытия принадлежавшей ему газеты «Al-Hawza» и ареста одного из его основных помощников ас-Садр выступил с неожиданно горячей проповедью, и уже на следующий день, 3 апреля, по всему шиитскому югу пронеслась волна протестов, которая 4 апреля переросла в вооружённое восстание «Армии Махди».

### Ход восстания
Отряды «Армии Махди» начали наступление в Эн-Наджафе, Куфе, Эль-Куте и Садр-Сити, захватывая общественные здания и полицейские участки, вступая в вооружённые столкновения с коалиционными силами. В результате боёв «Армия Махди» установила контроль над частью Кербелы. Нападения на коалиционные войска совершались в Насирии, Амаре и Басре. Испанские подразделения были выбиты из Эн-Наджафа и Куфы, украинцы — из Эль-Кута.
Коалиционным войскам на какое-то время удалось почти полностью подавить активность боевиков в Насирии, Амаре и Басре. В то же время «Армия Махди» сохранила контроль над многими кварталами Садр-Сити.
16 апреля коалиционным силам удалось отбить Эль-Кут. Однако ас-Садр сохранял контроль над районами вокруг Эн-Наджафа, Куфы и Кербелы. Сам ас-Садр скрывался в Эн-Наджафе. 2500 военнослужащих коалиционных сил блокировали Эн-Наджаф, но затем на время переговоров с «Армией Махди» контроль был несколько ослаблен.
В начале мая, по оценкам коалиционных сил, в Кербеле ещё находилось от 200 до 500 боевиков; в Дивании — 300—400, неизвестное число бойцов в Амаре и Басре и не менее 1-2 тысяч в районе Эн-Наджафа и Куфы.
4 мая коалиционные силы после срыва переговоров начали контрнаступление на юге Ирака, в Кербеле, Дивании, Эн-Наджафе, Садр-Сити. В то же время сотни боевиков «Армии Махди» нанесли отвлекающий удар по Басре, обстреляв британские патрули и захватив часть города.
24 мая, понеся серьёзные потери в многонедельных боях, отряды боевиков покинули Кербелу. Под их контролем оставлись Эн-Наджаф и Куфа. На протяжении всего восстания ас-Садр выступал с еженедельными страстными проповедями в Куфе.
6 июня Муктада ас-Садр приказал своим боевикам прекратить боевые действия в Эн-Наджафе и Куфе. Нападения на американские подразделения прекратились, боевики покинули районы боевых действий или разошлись по домам. Этот день стал последним днём шиитского восстания. Общие потери «Армии Махди» по всему Ираку оцениваются в 1500 бойцов.
После того, как иракские правительственные силовые структуры возвратились в Эн-Наджаф, Садр-Сити остался последним оплотом «Армии Махди», продолжавшей яростное сопротивление. Только 24 июня «Армия Махди» объявила о прекращении боевых действий и здесь — по крайней мере, на какое-то время.
Восстание завершилось перемирием с американскими оккупационными властями. Муктада ас-Садр повысил свой авторитет и закрепился в Эн-Наджафе. В то же время восстание «Армии Махди» не смогло предотвратить передачу власти в стране от Временной оккупационной администрации временному иракскому правительству, которая состоялась 28 июня 2004, на несколько дней ранее запланированного.
Однако временный премьер-министр Ийяд Аллауи не смог вернуть Муктаду ас-Садра и его боевиков к мирной жизни. Муктада ас-Садр свои вооружённые отряды не распустил, новое правительство не признал, от участия в выборах нового парламента отказался.
После заключения перемирия ас-Садр создал видимость шагов по расформированию своих вооружённых отрядов. Он обратился к тем боевикам, которые были родом из других городов, с призывом «исполнить свой долг» и разойтись из Эн-Наджафа по домам. Ас-Садр запретил своим сторонникам нападать на иракские силы безопасности и объявил о намерении сформировать политическую партию и участвовать в выборах 2005 года.

### Реакция населения
Восстание вызвало неоднозначную реакцию среди иракского населения. Иракцы в основном не поддерживали, но и не выступали против повстанцев. Бо́льшая часть иракских подразделений, призванных обеспечивать безопасность, просто «растворились в толпе», избегая какого-либо противостояния с мятежными соотечественниками.
В то же время отнюдь не все шииты даже в Эн-Наджафе идут за «Армией Махди», поддерживая более умеренных исламских священников. Можно говорить о существовании определённых подпольных групп, которые совершали нападения на отряды боевиков ас-Садра. В то же время большую поддержку эти отряды получают от шиитов в Багдаде. Следует также признать, что десятки иракских полицейских в ходе восстания присоединились к «Армии Махди».

## Возобновление восстания
Ас-Садр вновь оказался в центре событий 4 августа 2004 года. После того как неизвестные привели в действие взрывное устройство в автомобиле, припаркованном поблизости от отделения полиции в Эн-Наджафе, коалиционные силы окружили дом имама. После ожесточённой перестрелки ас-Садру удалось скрыться. Попытка захватить ас-Садра была воспринята его сторонниками как нарушение перемирия и повод к новому восстанию.
Ожесточённые бои развернулись в историческом центре Эн-Наджафа. Ежедневно поступали сообщения о десятках убитых и раненых. Население в панике покинуло центр города, который был блокирован бронетехникой.
Вслед за Эн-Наджафом вновь заполыхал шиитский юг страны. Восстание вспыхнуло и в Басре, через которую доставляются на мировой рынок основные потоки иракской нефти. Из-за угрозы терактов периодически прекращается прокачка нефти по главному нефтепроводу юга страны.
8 августа премьер-министр Ирака Ийяд Аллауи побывал в Эн-Наджафе и призвал ополченцев «Армии Махди» покинуть священный город и сложить оружие. Призыв остался без ответа.
Тем временем вооружённые столкновения продолжались не только в Эн-Наджафе, но и в Багдаде, Эль-Амаре, Эль-Куфе и других городах.
Через неделю после начала восстания, 12 августа, американские войска начали сжимать кольцо окружения вокруг ас-Садра и его сторонников, закрепившихся на городском кладбище Вади-Салам, примыкающем к мавзолею имама Али — главной шиитской святыне Эн-Наджафа. В районе города было сконцентрировано примерно 2000 американцев из состава 11-го экспедиционного корпуса морской пехоты и 1800 военнослужащих иракской армии. Наступающие использовали истребительную авиацию, артиллерию, вертолёты и танки. В то же время в ходе боёв американцы старались делать всё, чтобы не нанести повреждения усыпальнице имама Али, поскольку это могло лишь усугубить ситуацию.
Общеиракская конференция, которая была собрана в Багдаде для избрания временного иракского парламента, попыталась выступить в качестве посредника между ас-Садром и правительством, однако ас-Садр использовал переговоры лишь для затягивания времени и небольшой передышки.
Солидарность с защитниками Эн-Наджафа выражало не только шиитское, но и суннитское население Ирака. В Эн-Наджаф на помощь восставшим прибывали шиитские добровольцы со всего Ирака и из Ирана.
К 19 августа, через две недели после начала восстания, правительство уже готово было дать согласие на штурм шиитских святынь, ас-Садр же всё отказывался выводить своих боевиков из священных мест и разоружиться. Приказ к штурму так и не отдали, поскольку, по мнению экспертов, он мог привести к эскалации насилия в шиитских районах и спровоцировать умеренную часть шиитов к вступлению в ряды радикальных организаций. При этом даже физическое устранение ас-Садра не означало бы победы над восставшими, поскольку неминуемо появился бы новый военный лидер.
19 августа был начат ввод оккупационных войск в «Садр-Сити» — многомиллионный пригород Багдада, население которого поддерживает ас-Садра. Жителям предлагалось сдать оружие во избежание кровопролития.
Тем временем повстанцы в Эн-Наджафе заявили, что не допустят передачи шиитских святынь правительственным силам или международным войскам, но готовы сотрудничать с представителями верховного лидера шиитов великого аятоллы Али аль-Систани и даже передать им ключи от мечети.

### Новое перемирие
25 августа, ровно через три недели после начала мятежа, совершенно неожиданно поступили сообщения о том, что Али аль-Систани вылетел из Лондона, но не в контролируемый американцами багдадский аэропорт, а в соседний Кувейт откуда перебрался во второй по величине иракский город Басра, центр шиитского юга. Здесь он призвал всех мусульман Ирака, суннитов и шиитов, готовиться к походу на Эн-Наджаф, чтобы «защитить усыпальницу имама Али от осквернения» (не уточнив, от кого). Этот призыв подхватили сторонники Муктады ас-Садра, воспринявшие этот призыв как единственный путь к спасению. Представитель Муктады ас-Садра заявил, что «Армия Махди» приостанавливает сопротивление в Эн-Наджафе и на остальной части Ирака в честь «возвращения в страну Али аль-Систани».
На следующий день, 26 августа, аль-Систани прибыл в Эн-Наджаф. На встречу с духовным лидером к Эн-Наджафу со всех сторон Ирака — из Багдада, Эн-Насирии, Кербелы, Хиллы, Эд-Дивании, Амары и других городов — стекались тысячи людей в надежде услышать его проповеди.
Возвращение сопровождалось новыми кровопролитиями — в нескольких местах в результате обстрелов погибло 74 человека и несколько сот получили ранения.
Аль-Систани сразу же дал понять, что он хозяин положения, и заявил, что он останется в осаждённом городе до тех пор, пока конфликт не будет улажен. Условия, которые он поставил, в принципе очень похожи на то, чего пытались добиться от мятежного лидера власти Ирака: вывод боевиков «Армии Махди» из мавзолея имама Али и их разоружение, передача контроля над святыми местами в руки религиозных властей.
Ни самые страшные угрозы, ни поддержка американской авиации и танков не помогли правительству Ийяда Аллауи этого добиться. С прибытием же в город духовного лидера иракских шиитов ситуация кардинально изменилась.
Утром 27 августа боевики из «Армии Махди» покинули территорию усыпальницы имама Али и «растворились» в городе. Муктада ас-Садр принял план урегулирования, предложенный великим аятоллой, и приказал своим сторонникам разоружиться и покинуть Эль-Куфу и Эн-Наджаф. Но сначала на территорию комплекса были допущены тысячи паломников из разных шиитских городов Ирака. Смешавшись с этой огромной толпой, сторонники шейха Садра спокойно ушли. Многие из них при этом забрали с собой оружие, демонстрируя всем своим видом враждебность к оккупационным войскам.
Мавзолей в ходе боёв остался невредим, зато полностью разрушен исторический центр города с такими же старинными, как мечеть, зданиями. Под рухнувшими строениями находятся тела убитых, и густонаселённому кварталу грозит эпидемия. По подсчётам властей, кризис в Эн-Наджафе обойдутся бюджету в 380 миллионов долларов.
Из Эн-Наджафа выведены войска коалиции, вопросы поддержания безопасности возложены на иракскую полицию, правительство обязалось выплатить местным жителям компенсации за разрушенное в ходе боев жильё.
Правительство Ийяда Аллауи заявило, что принимает достигнутые договорённости и гарантирует ас-Садру свободу и неприкосновенность. Ас-Садру позволено остаться в Эн-Наджафе, жить там в своём доме. Сам Муктада заявил, что, пока продолжается оккупация, он не собирается заниматься «политической деятельностью».
После ухода боевиков из мавзолея в одном из зданий комплекса полиция обнаружила не менее 25 трупов полицейских и обычных жителей города со следами пыток.
Уже 28 августа американские войска начали операцию против боевиков «Армии аль-Махди» в шиитском пригороде Багдада «Садр-Сити». 29 августа здесь было заключено соглашение о прекращении огня. По его условиям, американские войска покинут «Садр-Сити» и гарантируют неприкосновенность активистам «Армии Махди» при условии, что те воздержатся от вооружённых антиамериканских акций.
Перемирию в Багдаде предшествовала встреча четырёх великих аятолл Ирака: Али аль-Систани, Али Наджафи, Мохаммеда Хакима и Исхака Файяда в Эн-Наджафе, после которой они выступили с заявлением против вооружённых методов борьбы с находящимися в стране войсками США.
В то же время полевые командиры шиитов в Южном Ираке заявили, что не считают себя связанными мирным соглашением, и продолжают обстрелы оккупационных войск и подрывы нефтепроводов. По их словам, «Армия Махди» обязалась прекратить боевые действия исключительно в Эн-Наджафе.

### Прекращение огня
30 августа 2004 года Муктада ас-Садр призвал боевиков «Армии Махди» прекратить огонь на всей территории Ирака, прибегать к оружию исключительно для самообороны и проявить терпение, пока он не обнародует масштабную программу политического урегулирования.
После 30 августа боевики «Армии Махди» не вступали в особо крупные столкновения с войсками коалиции. В сентябре 2004 года произошло лишь несколько перестрелок в городе Басра на юге Ирака.

## 2005
18 сентября 2005 года повстанцы «Армии Махди», численностью около 200 человек, заняли Басру. Они были недовольны действиями британских военных. Через несколько часов город был освобождён. Никто не пострадал.

## 2007
24 октября 2007 года отряды «Армии Махди» вновь вошли в Басру и полностью овладели ей. В результате столкновений боевиков «Армии Махди» с иракскими войсками погибли четыре военнослужащих и несколько боевиков. Повстанцами было взято в плен 50 полицейских.

## 2008
25 марта 2008 года, сразу же после заявления президента США Джорджа Буша о победе демократии в Ираке, в Багдаде начались тяжёлые бои между полицией города и отрядами «Армии Махди». Буквально в этот же день волнения охватили весь юг Ирака. По состоянию на 9 часов утра (по московскому времени) 26 марта в боях убито около 40 человек.
28 марта отряды «Армии Махди» заняли центральную часть Басры, выбив оттуда правительственные войска. Также повстанцы взяли под свой контроль несколько пригородных кварталов этого крупного города на юге Ирака.
1 апреля, после приказа лидера «Армии Махди» — имама Муктады ас-Садра — о выводе бойцов этой вооружённой группировки с улиц иракских городов, наступило недельное перемирие. Сражения в Басре и в шиитских районах Багдада прекратились.
8 апреля сражения возобновились, после оглашения требования премьер-министра Ирака Нури аль-Малики от Муктады ас-Садра распустить «Армию Махди», угрожая в противном случае запретить его сторонникам любую политическую деятельность, включая участие в выборах. Лидер «Армии Махди» согласился распустить свою организацию в случае одобрения этого решения со стороны шиитских религиозных учёных. Решение не было одобрено, шиитские учёные запретили распускать «Армию Махди».

## Роспуск и возрождение
28 августа 2008 года, ас-Садр приказал Армии Махди приостановить военную деятельность на неопределенный срок. Позже, однако, ас-Садр создал несколько новых организаций вместо Армии Махди: Бригады Обетованного дня, создана в ноябре 2008 года в качестве милиции, и Мухамидун, которая сосредоточена на социальной работе и религиозном образовании.
В 2010 году, в докладе в Associated Press также упоминается третье крыло, Монасерун, ответственная за рекрутинг сторонников.
С 2008 года слухи о возрождении Армии Махди периодически курсировали. В апреле 2010 года, заполучив 40 из 325 мест в парламентских выборах 2010 года, ас-Садр призвал к восстановлению военной организации.
В 2014 году аль-Садр призвал к созданию «Обществ мира», часто неправильно переводимой как «Бригады мира», чтобы защитить шиитские святыни от Исламского государства.
В июне 2014 года эти Общества мира прошли маршем в Садр-Сити — шиитском районе Багдада.
В дополнение к охране святынь, Общества мира приняли участие в наступательных операциях, таких как повторный захват Джурф ас-Сахра в октябре 2014 года.
Они временно приостановили свою милитаристскую деятельность в феврале 2015 года, но были активны во время второй битвы за Тикрит в марте того же года.
Муктада ас-Садр приказал вновь сформировать «Армию Махди» в 2020 году.

## Иранское влияние
Хотя Муктада ас-Садр исторически имел тесные связи с Ираном, он вообще против иранского клерикального и политического влияния в Ираке. В отличие от семьи Аль-Хаким, Верховного иракского исламского совета и многих руководителей партии Дава, которые бежали в Иран после войны в Персидском заливе и остававшихся там в изгнании до американского вторжения в 2003 году, Муктада аль-Садр и его семья остались в Ираке на всём протяжении правления Саддама. За отказ покинуть Ирак семья Садров получила большую поддержку во время и после падения режима Саддама Хусейна. В начале 2006 года, ас-Садр пообещал военную поддержку Ирану и другим соседним исламским странам, если они подвергнутся нападению со стороны иностранного государства. С тех пор, однако, ас-Садр выступал против партии Дава, а в марте 2008 года премьер-министр Нури аль-Малики санкционировал крупную операцию против Армии Махди в Басре.
В конце 2007 года или в 2008 году Муктада ас-Садр переехал в Иран и провел несколько лет изучения шиитской судебной практики в Куме перед возвращением в Эн-Наджаф в 2011 году.